# 郎茂
郎 茂（ろう も、541年 - 615年）は、北斉から隋にかけての官僚・文人。字は蔚之。本貫は恒山郡新市県。

## 経歴
北斉の潁川郡太守の郎基の子として生まれた。15歳のとき、国子博士の権会に師事し、詩経・易経・三礼および玄象・刑名の学問を受けた。また国子助教の張率礼に春秋三伝を学んで、寝食を忘れた。家人は郎茂が病になるのを心配して、蝋燭を制限していた。成長すると、学者になると称して、作文を覚えた。19歳のとき、父が死去すると、喪に服して哀哭すること礼の規定を越えていた。北斉に仕えて、司空府行参軍を初任とした。南朝陳の使者の傅縡がやってくると、郎茂がその応接を命じられた。後に勅命を受けて秘書省で古籍の校正刊行をおこなった。保城県令に転じ、有能で知られ、民衆が清徳頌碑を立てた。北周の武帝が北斉を平定すると、上柱国の王誼の推薦により、郎茂は陳州戸曹に任じられた。楊堅が亳州総管となると、郎茂は楊堅と面会して喜ばれ、掌書記をつとめるよう命じられた。武帝が『象経』を作るにあたって、楊堅がこれを批判したことから、郎茂は感心してひそかに援助するようになり、楊堅もまた郎茂を礼遇した。後に郎茂は家に帰って州主簿となった。
580年（大象2年）、楊堅が北周の丞相となると、郎茂は召し出されて、衛州司録に任じられ、有能で知られた。ほどなく衛国令となった。ときに獄中の囚人が200人いたが、郎茂は自ら数日かけて糾問し、100人あまりを赦免した。郎茂は何年も裁判の仕事をせず、州省を訪れることもなかった。魏州刺史の元暉がこれをたしなめたが、郎茂は「民は水のようなものであり、法令は堤防であります。堤防が固くなければ、必ず奔流が突き破ることでしょう。堤防が固く、仮にも決壊することがないなら、刺史どのには何を心配することがありましょう」と答えたので、元暉には返す言葉もなかった。
郎茂は延州長史から太常丞に転じ、民部侍郎となった。数年後、母が死去したため辞職して喪に服したが、服喪の終わらないうちに職務に起用された。皇帝を守って死んだ者の子が所有する田地を奪うことを禁止したり、品官を持つ官僚が老齢となっても所有する田地を減らさない政策は、郎茂の発案によるものであった。仁寿初年、郎茂は本官のまま大興県令を兼ねた。
煬帝が即位すると、郎茂は雍州司馬に転じ、まもなく太常少卿となった。2年後、尚書左丞に任じられ、官僚人事を管掌した。ときに工部尚書の宇文愷と右翊衛大将軍の于仲文が河東郡の銀鉱の採掘を競っていたため、郎茂はふたりを弾劾して、両者ともに有罪とされた。郎茂は『州郡図経』100巻を編纂して上奏し、その書は秘府に所蔵された。
煬帝が巡幸するたびに、王朝の綱紀はゆるみ、法令は破られていたが、郎茂は諫言せず、ただ嘆くのみであった。老齢となり、引退を願い出たが許されなかった。煬帝が高句麗遠征をおこなうと、郎茂は晋陽宮の留守を命じられた。この年、郎茂が朋党を作っていると恒山賛治の王文同に弾劾された。これを取り調べた納言の蘇威や御史大夫の裴蘊も郎茂と仲が悪かったため、郎茂は罪に落とされた。煬帝は激怒し、郎茂は弟の郎楚之とともに官爵を剥奪されて且末郡に流された。郎茂は喜んで命を受け、心配する様子も見せなかった。流される途中で「登壟賦」を作って自らを慰めた。自らの思いを上表文にして送ると、煬帝もその真情を理解した。614年（大業10年）、郎茂は長安に帰った。615年（大業11年）、75歳で死去した。
子に郎知年があった。

## 伝記資料
- 『隋書』巻66 列伝第31
- 『北史』巻77 列伝第65